# Peter Fendi
Peter Fendi (ur. 4 września 1796 w Wiedniu, zm. 28 sierpnia 1842 tamże) – austriacki malarz i grafik. Jeden z czołowych artystów epoki biedermeier. Znany z przypisywanego mu cyklu 40 erotycznych ilustracji, wydanych w 1910 pt. Vierzig erotische Aquarelle.

## Życiorys
Peter Fendi urodził się jako syn Josepha i Elisabeth Fendich. Już jako dziecko wykazywał talent do rysunku. W wieku trzynastu lat został przyjęty do Akademii Sztuk Pięknych w Wiedniu (Kunstakademie St. Anna), w której uczył się trzy lata. Kluczowe znaczenie dla kariery Fendiego miało spotkanie z Josephem Barthem, miłośnikiem i kolekcjonerem sztuki, osobistym okulistą cesarza Józefa II. Dzięki koneksjom z wpływowymi osobistościami Fendi dostał w 1818 posadę rysownika w Münz- und Antikenkabinett, oddziale cesarskich zbiorów sztuki. Zajmował się przede wszystkim grafiką, akwafortą, litografią i drzeworytem.
W 1820 Fendi zaczął wykonywać odbitki litograficzne. Technika ta była wówczas ciągle nowością. Artysta wykonywał przy jej użyciu głównie projekty ilustracji w almanachach, albumach lub książkach kieszonkowych (np. „Wien, seine Geschichte und seine Denkwürdigkeiten”, wyd. przez Josefa Freiherr von Hormayra w Wiedniu w 1823). Fendi interesował się dziełami sztuki w Kaiserliche Gemäldegalerie i w kolekcji Lamberga, zwracając szczególną uwagę na holenderskich malarzy rodzajowych z XVII w. Na jego rozwój artystyczny wywarła dodatkowo wpływ podróż w 1821 do Wenecji, gdzie studiował zbiory sztuki oraz rysował miejscowych ludzi i sceny uliczne. Stał się znaną osobistością w Wiedniu, odwiedzał salony, m.in. Karoline Pichler. Nigdy się nie ożenił.
Fendi był pionierem techniki druku wielobarwnego. Zaprojektował banknoty 5-, 10- i 100-guldenowe, które w 1841 zostały wyemitowane przez rząd austriacki.
Ponieważ zmysł sztuki był częścią stylu życia w epoce biedermeier, Fendi udzielał lekcji rysunku i malarstwa w domach arystokratów i mieszczan. Wybierając idylliczne, rodzinne motywy stał się prekursorem malarstwa rodzajowego w epoce biedermeier.
Do jego uczniów należeli: Albert Schindler, Carl Schindler, Friedrich Treml, Rudolf Gaupmann, Johann Baptist Staudinger i Franz Zeilner
W 1836 Peter Fendi został wybrany na członka wiedeńskiej Akademii Sztuk Pięknych.
Prace Fendiego znajdują się w zbiorach galerii wiedeńskich: Albertina, Österreichische Galerie Belvedere i Kunsthistorisches Museum Wien oraz w zbiorach książąt Liechtensteinu w Vaduz.
Pochowany na Cmentarzu Centralnym w Wiedniu

## Twórczość

### Malarstwo olejne

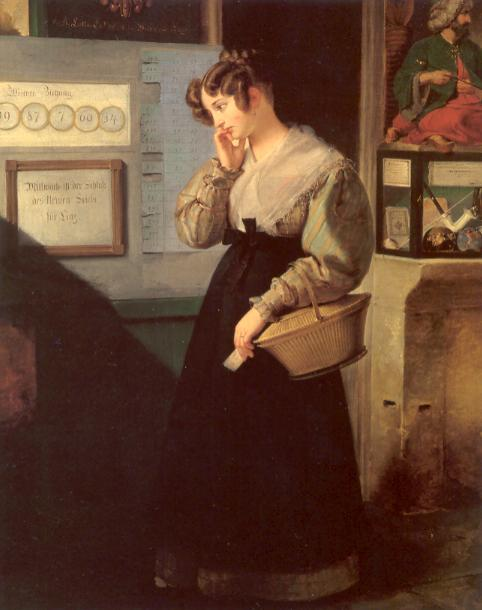
Mädchen vor dem Lotto (Dziewczyna przed kolekturą lotto), 1829, Österreichische Galerie Belvedere

W 1826 Fendi namalował swoje pierwsze znaczące dzieło, obraz olejny Feldmesse am äußeren Burgplatz am 13. April 1826 (Msza polowa na dziedzińcu Burgplatz 13 kwietnia 1826) (Wiedeń, Österreichische Galerie Belvedere). Artysta oddał tu nastrój mokrego, wiosennego dnia w sposób zarówno realistyczny, jak i impresjonistyczny, malując obraz głównie w tonacjach bladozielonych i szarych, skupiając uwagę na widoku jako całości, wypełnionej chmurami dymu z prochu, ale też poświęcając uwagę anegdotycznym szczegółom z tłumu widzów i żołnierzy.
W 1829 Fendi namalował swój pierwszy obraz rodzajowy Mädchen vor dem Lotto (Dziewczyna przed kolekturą lotto) (Wiedeń, Österreichische Galerie Belvedere), dzieło charakterystyczne dla wiedeńskiej sztuki okresu biedermeier, będące mieszanką społecznego stereotypu, emocjonalnej intensywności i moralizatorskiego tonu, cech typowych dla obrazów rodzajowych artysty.

### Akwarela

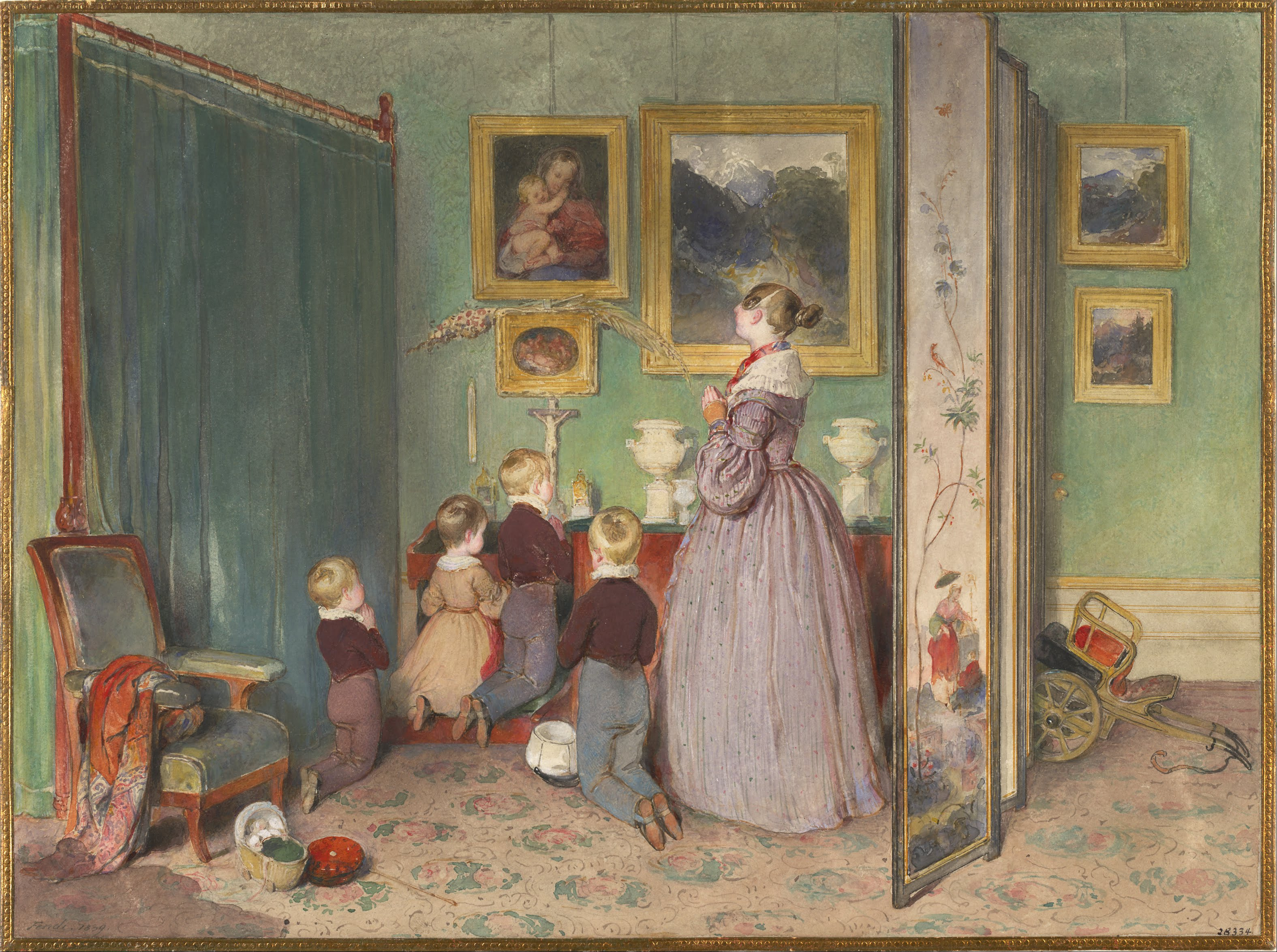
Das Abendgebet (Wieczorna modlitwa), 1839, Albertina

Ulubioną techniką Fendiego była akwarela; w niej wykonał swoje najlepsze prace. Podobnie jak jemu współcześni tworzył dzieła odznaczające się społecznym moralizatorstwem, choć dzięki osobistej wizji rzeczywistości nadawał podejmowanym tematom rodzajowym wyższy poziom estetyczny. Używał bladych, jasnych odcieni, starannie i subtelnie zestawionych, aby z łagodnym humorem i melancholią przedstawiać anegdotyczne sceny. Akwarele Fendiego odznaczają się płynnymi konturami, a przedstawiane postacie, zwłaszcza dziecięce – powabnymi kształtami. W obrazach tych artysta stworzył pewną „sielankę”, będącą jedną z głównych cech charakterystycznych dla stylu biedermeier. Fendi wyszukiwał motywy i modele dla swoich obrazów na przedmieściach Wiednia, gdzie mieszkał, oraz wśród cesarskich i arystokratycznych rodzin. W Das Abendgebet (Wieczornej modlitwie) (1839; Wiedeń, Albertina) przedstawił dzieci cesarza i ich matkę w kameralnej, przesyconej miłością atmosferze, typowej raczej dla życia rodziny mieszczańskiej.

### Ilustracje erotyczne
W 1910 na rynku ukazał się cykl Vierzig erotische Aquarelle, zawierające 40 erotycznych lustracji, których autorstwo przypisywano Peterowi Fendiemu. Prawdziwy autor tych ilustracji pozostaje nieznany.

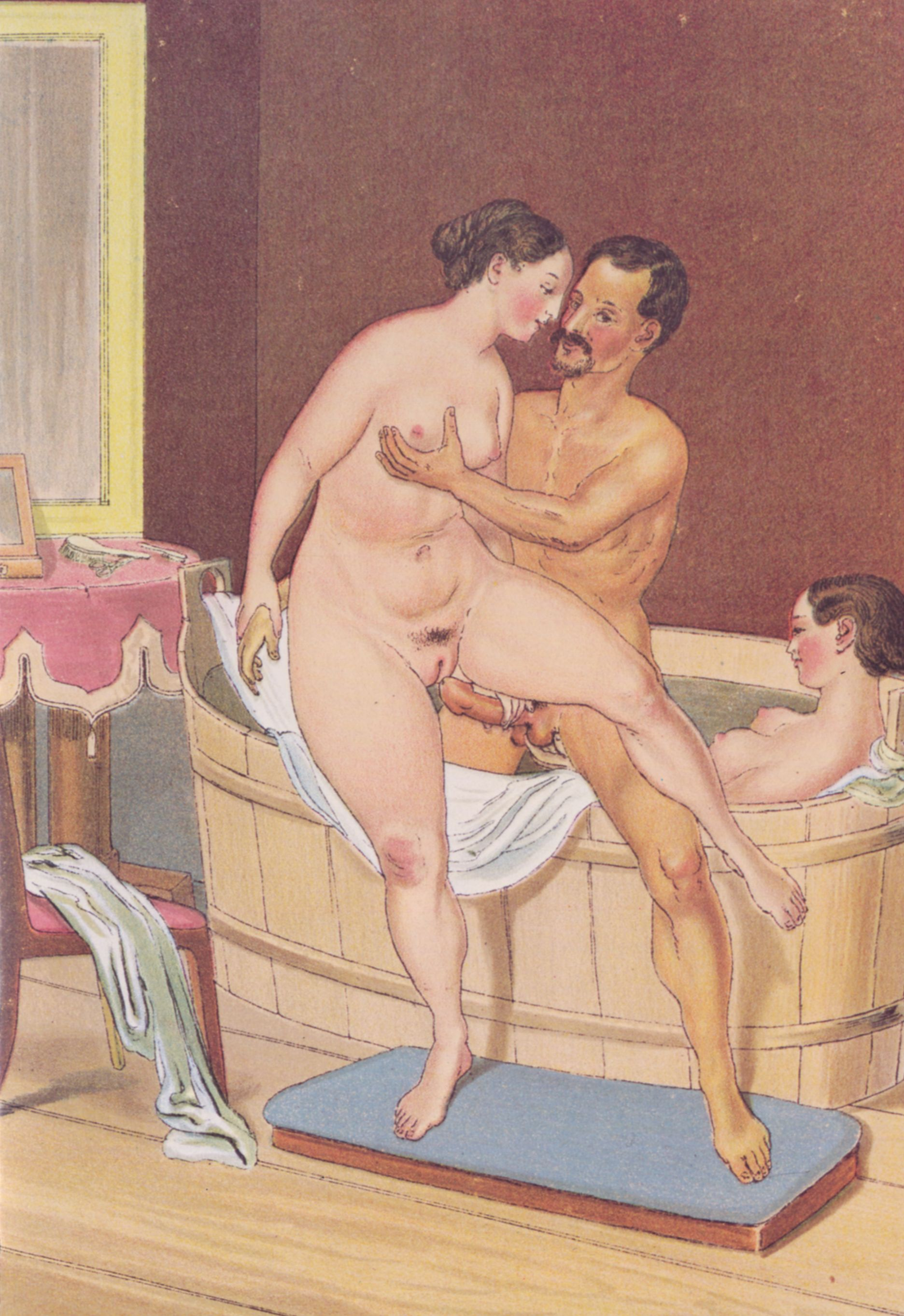
Das Bad Zu Dritt (Kąpiel we troje)
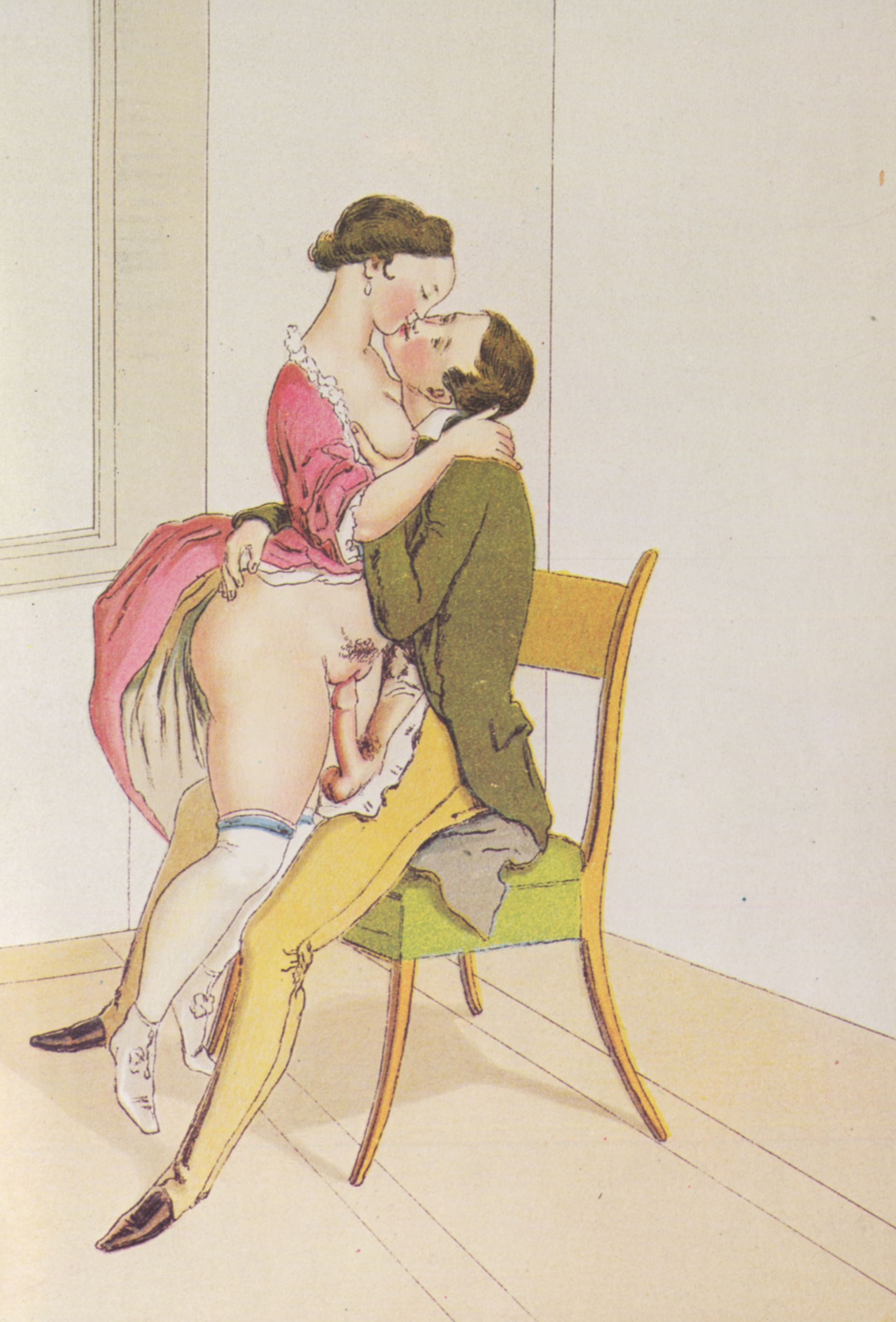
Der Liebespaar (Para kochanków)
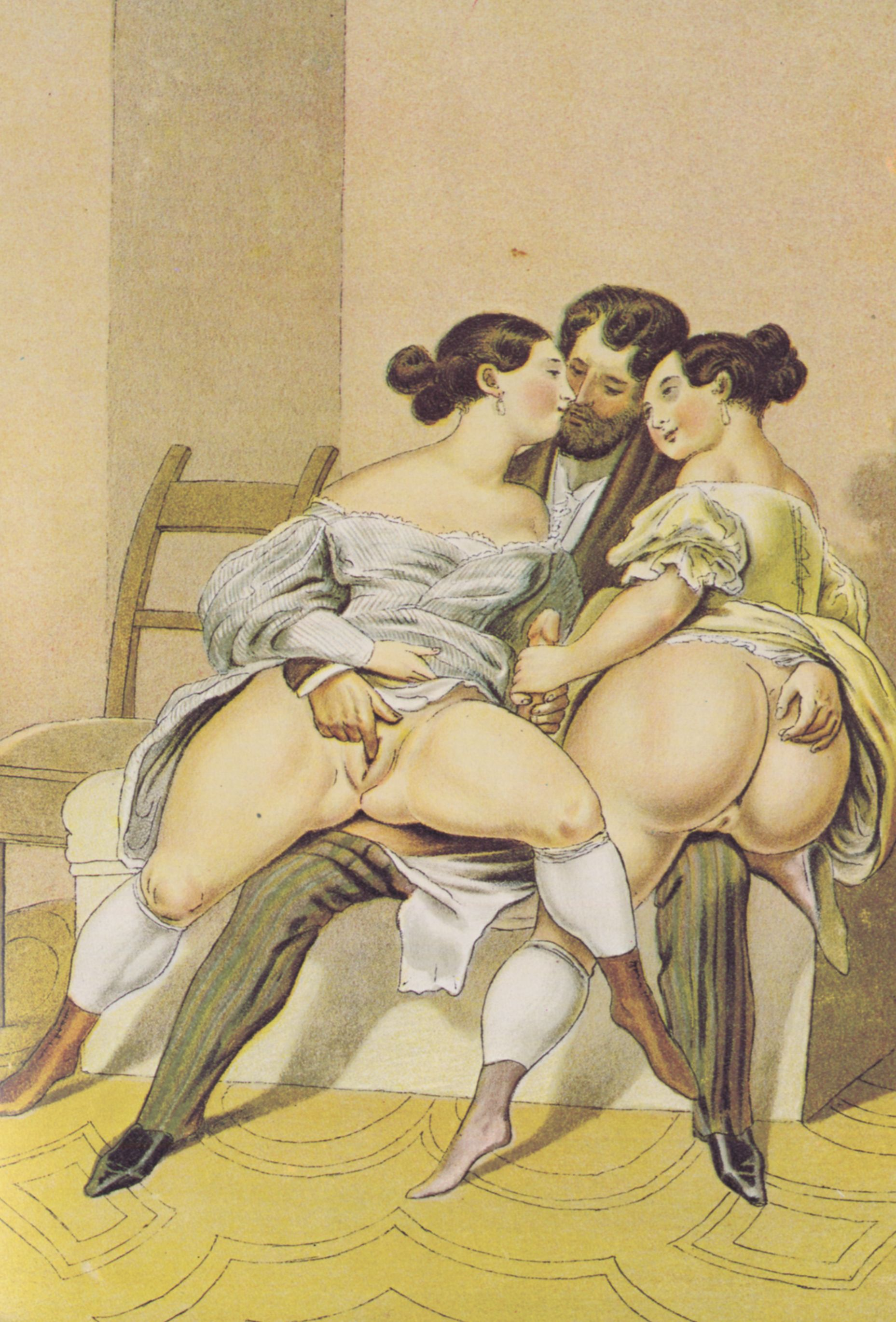
Der Gemeinsame Freund (Wspólny przyjaciel)
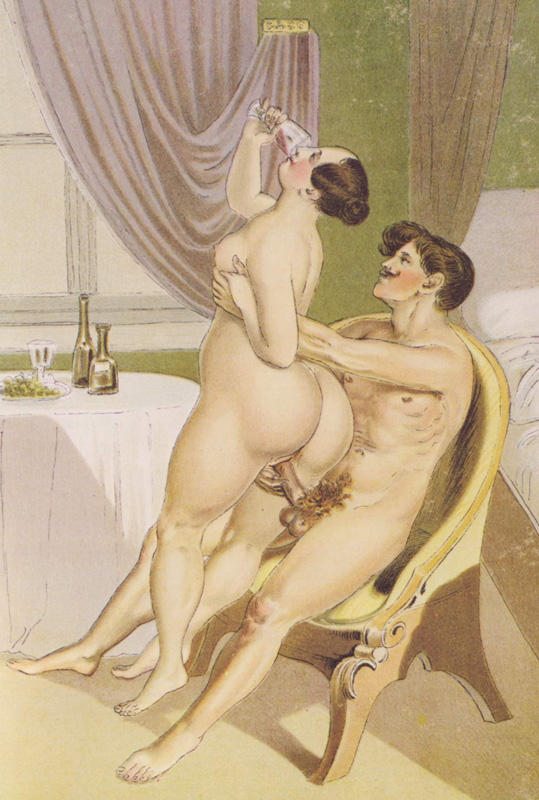
Nach dem Essen (Po jedzeniu)